# Peruschim (Alter Jischuw)

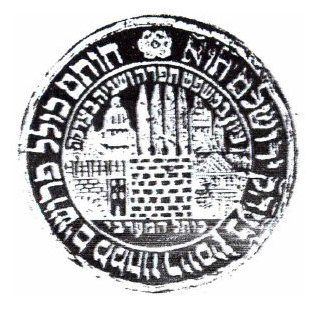
Siegel der Jerusalemer Peruschim, 19. Jahrhundert

Peruschim (hebräisch פְּרוּשִׁים Pruschīm, deutsch ‚Abgesonderte‘, Singular: Porisch) waren Gruppen religiöser Juden aus Litauen, Anhänger des Gaon von Wilna, die sich im 19. Jahrhundert in Palästina ansiedelten. Sie gehörten zum Alten Jischuv. 

## Das Heilige Land in der Lehre des Gaon von Wilna

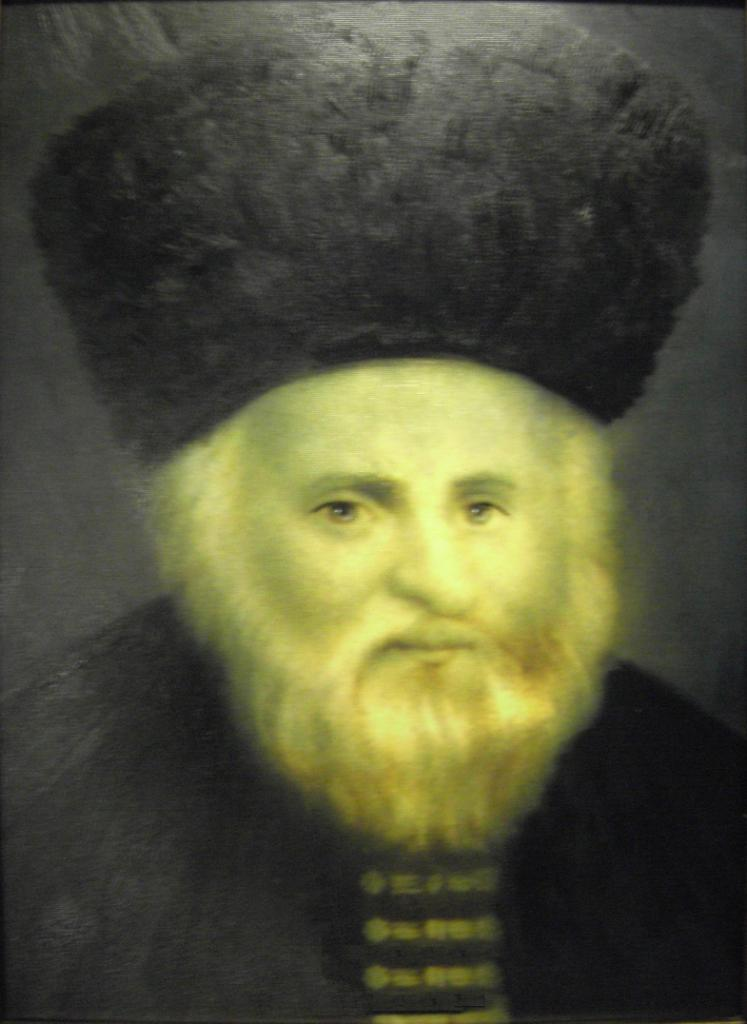
Elijah Ben Salomon Salman, der Gaon von Wilna

Nach dem Vorbild des Wilnaer Gaon zogen sich die Peruschim von den Alltagsgeschäften zurück, um sich ganz dem Torastudium widmen zu können. Zweimal, 1772 und 1782, hatte der Gaon selbst versucht, ins Heilige Land zu reisen. Auftretende Schwierigkeiten zwangen ihn jedes Mal, das Vorhaben abzubrechen. Seine Jünger versuchten, das zu verwirklichen, was dem Gaon verwehrt geblieben war: 
- Raw Menachem Mendel,
- Raw Ezriel und dessen Enkel Raw Jisroel ben Schmuel Aschkenasi von Schklou (ca. 1770–1839; Gründer des Kolel-Peruschim) sowie
- Raw Binyamin Rivlin und dessen Sohn Raw Hillel,

– alle aus der Gemeinde zu Schklou.
Im Jahr 1781 unternahm Raw Ezriel eine Erkundungsreise nach Palästina. Bei einer zweiten derartigen Reise verstarb er, wodurch die Ansiedlungspläne für drei Jahrzehnte ins Stocken gerieten. Nur Einzelpersonen aus der Anhängerschaft des Wilnaer Gaon, wie Raw Schlomo von Talachin, übersiedelten im 18. Jahrhundert ins Heilige Land.
Ähnlich wie der biblische Esra in Jerusalem die Heimkehrer aus dem babylonischen Exil gesammelt hatte, wollte der Wilnaer Gaon die jüdische Diaspora seiner Zeit nach Jerusalem versammeln und die Stadt zum Zentrum des Torastudiums machen. Indem die Mitzwot wieder befolgt würden, die nur im Heiligen Land anwendbar sind, würde das messianische Zeitalter (Keitz haMegulah) herbeigeführt.

## Niederlassung in Safed
Die erste Einwanderergruppe wurde von Raw Menachem Mendel von Schklou geleitet, einem Schüler des Wilnaer Gaon, und traf im Jahr 1808 in Palästina ein. Nach einem kurzen Aufenthalt in Tiberias ließen sich die Peruschim in Safed nieder. Zwei weitere Gruppen folgten kurz darauf nach, so dass die Gemeinde etwa 200 Personen umfasste. Das eigentliche Ziel war Jerusalem, aber aufgrund der damals geltenden Gesetze war eine Ansiedlung von Aschkenasim (wozu auch Juden aus Litauen zählten) in der Jerusalemer Altstadt verboten. So plante Rabbi Jisroel eine dauerhafte Ansiedlung in Safed. Die Stadt litt noch unter den Folgen des Erdbebens von 1759, so dass die Wohnverhältnisse sehr beengt waren. Sie gründeten für ihre Talmudstudien das Beis Midrasch haG´ra und begannen mit dem Aufbau einer Bibliothek.
In Alltagsfragen waren die Peruschim, des Arabischen nicht mächtig, auf Hilfe ihrer sefardischen Nachbarn angewiesen. Der von gut vernetzten alteingesessenen Sephardim dominierte sephardische Kolel (כּוֹלֵל Kōlel, Pl. Kōlelīm; auch Kollel) begünstigte bei der Chaluqah Gelehrte und anderweitig angesehene Familien, ungebildete und neuangekommene Arme wurden dagegen nur unregelmäßig und geringfügig bedacht. Kōlelīm (Sg. Kōlel) sind Wohlfahrtseinrichtungen, die durch Sendboten, so genannte Meschullachīm (hebräisch מְשֻׁלָּח[ים]), in der Diaspora Spenden einwerben.
Dann übernehmen Kolelim die Aufteilung (חֲלוּקָה Chalūqah) der Spenden für den Betrieb verschiedener Versorgungsanstalten, wie Kranken- und Armenhäuser (בָּתִּי מַחֲסֶה Batthej Machasseh) und für direkte Zuwendungen an Bedürftige, vor allem lebenslang studierende Talmidej Chachamim (תלמידי חכמים, das sind Talmudgelehrte). 
Eine Besonderheit der Peruschim war der Wunsch, die nur im Land Israel gültigen Mitzwot zu erfüllen. Da sich diese Gebote auf die Landwirtschaft beziehen, kaufte die Gruppe Land in der Nähe von Safed und begann mit dem Ackerbau. Dabei bestand keine Absicht, durch Landwirtschaft die prekäre Versorgung sicherzustellen.
Um den Zufluss von Spenden an die Peruschim von Safed auf eine sichere Basis zu stellen, reiste Rabbi Jisroel 1810 nach Europa. Spendenbüchsen sollten in jeder Gemeinde aufgestellt und die Gelder von Repräsentanten zu einer Zentralstelle in Volozhin gebracht werden. Die Napoleonischen Kriege erschwerten sein Vorhaben. Schließlich kaufte Rabbi Jisroel mit dem Spendengeld eine Schiffsladung Weizen, den die Peruschim in Palästina wieder verkaufen könnten; so hoffte man das Risiko zu vermeiden, dass der Geldbote überfallen und ausgeraubt würde. Aber das Schiff sank im Mittelmeer. Der Geldbetrag, den Raw Jisroel bei seiner Rückkehr nach Safed mitbrachte, reichte nicht einmal, um die aufgelaufenen Schulden zu begleichen. 1812 wurde Galiläa von einer Seuche heimgesucht; von den rund 500 Peruschim in Safed starb ein Drittel, darunter fast die ganze Familie von Raw Jisroel.
Rabbi Jisroel war gerade in Jerusalem, um an der Einweihung der Sukkas-Schalom-Synagoge teilzunehmen, als 1837 ein schwerer Schlag das Ende der Gemeinde in Safed herbeiführte. Die Stadt wurde durch ein Erdbeben praktisch eingeebnet. Es gab sehr viele Todesopfer. Von nun an war die Jerusalemer Niederlassung der Mittelpunkt für die überlebenden Peruschim.

## Niederlassung in der Jerusalemer Altstadt

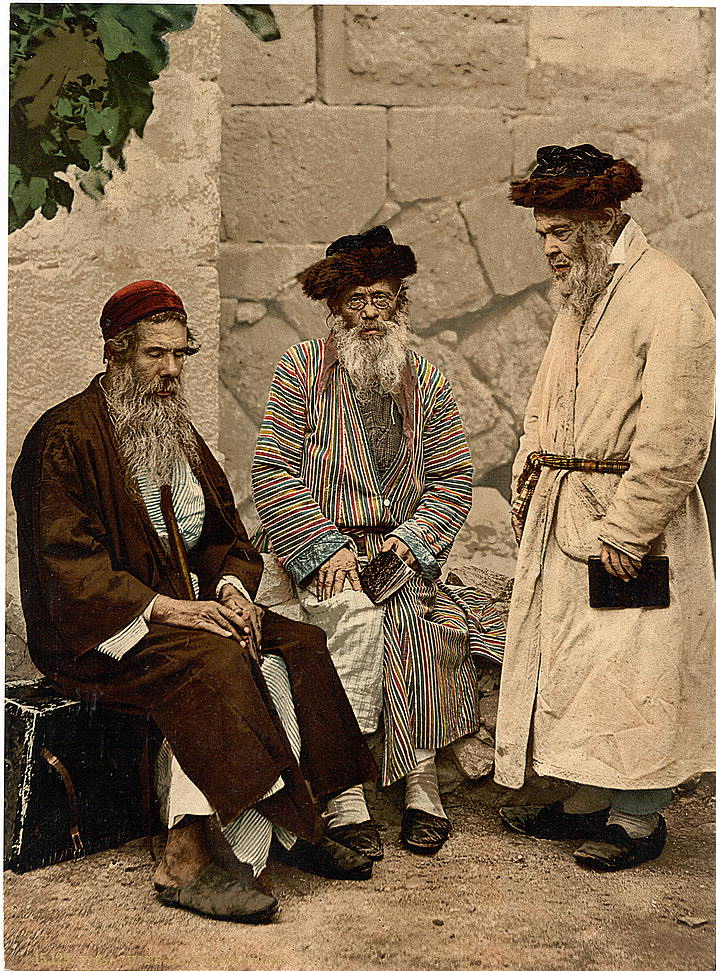
Jerusalemer Juden, 1890er Jahre

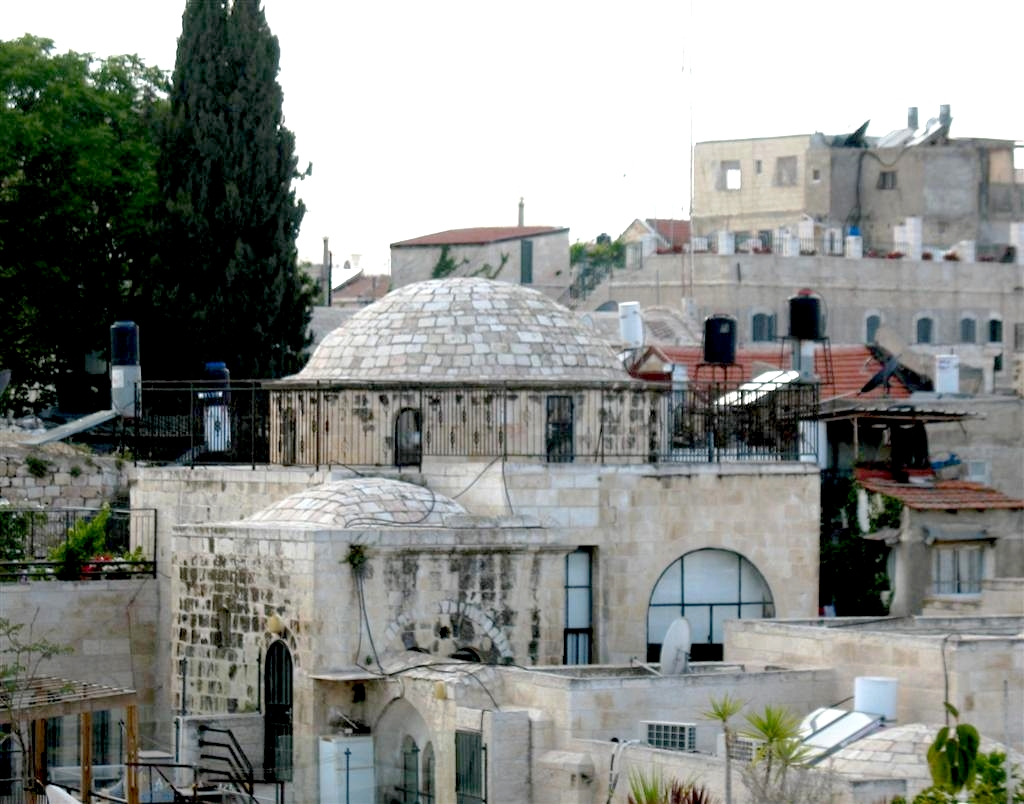
Die 1836 von Peruschim gebaute Sukkas-Schalom-Synagoge

Eine weit kleinere Gruppe um Raw Menachem Mendel und Raw Hillel hatte sich, allen Schwierigkeiten zum Trotz, schon kurz nach der Einwanderung in Jerusalem niedergelassen. Raw Hillel hatte ein Buch verfasst (Kol haTor), das einen flammenden Appell zur Ansiedlung in der Heiligen Stadt enthielt. Dies bereite die Ankunft des Messias vor. Er legte den Vers Hoheslied 2,12 allegorisch aus: „Die Blumen erscheinen im Land (=in Palästina werden jüdische Siedlungen gegründet), die Zeit zum Singen (= das messianische Zeitalter) ist da. Die Stimme der Turteltaube (= die Menschen, die daran mitwirken) ist zu hören in unserem Land.“
Etliche Gemeindemitglieder strebten von Safed in die Heilige Stadt, und Rabbi Jisroel erkannte, dass eine Ansiedlung in der Jerusalemer Altstadt organisiert werden müsste, auch wenn die finanzielle Unterstützung aus Europa dann zwischen den Empfängern in Safed und in Jerusalem aufgeteilt würde. Eine Delegation wurde nach Konstantinopel entsandt. Ihr gelang es, die Annullierung des Firman zu erreichen, der Aschkenasim die Ansiedlung in der Altstadt verbot. 
In Jerusalem konstituierte sich eine aschkenasische Gemeinde mit eigener Unterstützungskasse (Kolel), der sich 1821 auch die wenigen Chassidim in der Stadt anschlossen. Aufgaben des Kolel waren: 
- Eingliederung von Einwanderern,
- Verteilung von Spendengeldern,
- Bau von Wasserspeichern (die Wasserversorgung der Jerusalemer Altstadt war stets prekär),
- Unterhalt einer privaten Wachmannschaft,
- Korrespondenz mit der jüdischen Diaspora und mit den osmanischen Behörden,
- Abwehr christlicher Missionare,
- Aufbau jüdischer Nachbarschaften in der Alt- und später in der Neustadt,
- Organisation caritativer Gruppen wie Bikkur Cholim.[11]

Die Gemeindeleitung (später benannt als Waʿad haKlali) befand sich zunächst in der Nachbarschaft der Hurva-Synagoge und später in der Neustadt, im Bezirk Beis David.
Im Jahr 1827 besuchte Sir Moses Montefiore Palästina und traf in Jerusalem den schon über 70-jährigen Raw Rivlin, den spirituellen Leiter der Peruschim. Montefiore machte daraufhin die Unterstützung der Juden in Jerusalem zu seinem Anliegen.
Als Palästina vorübergehend zum Herrschaftsbereich Muhammad Ali Paschas gehörte, verbesserte sich die Situation der Peruschim in Jerusalem. Sie ließen sich den Besitz des innerstädtischen Grundstücks Dayr Aschkenas bestätigen, auf dem sich die Hurva-Synagoge befand, und erwirkten eine Bauerlaubnis. 1836 begannen die Aufräumarbeiten, und 1837 wurde die Menachem Zion Schul eingeweiht, benannt nach Rav Menachem Mendel von Schklou
Im Jahr 1838 starb Raw Hillel achtzigjährig an einer in Jerusalem grassierenden Seuche. Im Folgejahr starb Raw Jisroel von Schklou, der sich nach dem großen Erdbeben in Jerusalem niedergelassen hatte und die Sukkas-Schalom-Synagoge leitete. Den beiden folgten Rabbiner der zweiten Generation nach, Raw Jeschaja „Schaje“ Bordaki (Menachem-Zion-Synagoge) und Raw Nasan Nata (Sukkas-Schalom-Synagoge).

## Die Krise von 1840
Für das Jahr 1840, das Jahr 5600 jüdischer Zeitrechnung, erwarteten die Peruschim den Anbruch des messianischen Zeitalters. Als dieses Ereignis nicht eintraf, bedeutete das eine ernste Krise der Gemeinde.
Für die Peruschim waren die ebenfalls von endzeitlicher Erwartung motivierten christlichen Missionare in Jerusalem eine neuartige Erfahrung. Ihr caritativer Einsatz angesichts von Hunger und Seuchen in den späten 1830er Jahren machte Eindruck. Drei prominente Peruschim, Eliezer Luria (aus der Verwandtschaft des Rabbi Hillel von Schklau), Benjamin Goldberg und Abraham Nisan Walfin, nahmen 1839 engeren Kontakt mit den Missionaren der London Society for Promoting Christianity among the Jews auf. Walfin zog sich wieder zurück; die beiden anderen konvertierten 1843 zum Christentum. Die Namen der beiden Konvertiten wurden aus der Mitgliederliste der Organisation Bikkur Cholim gestrichen; daneben steht die Notiz: „Möge sein Name und sein Gedächtnis ausgelöscht sein, er ist im Bann.“
Die Führung der Peruschim begegnete der religiösen Krise einerseits damit, dass sie alle Kontakte zu Missionaren zu unterbinden versuchte, andererseits, indem sie die Erlösung umdefinierte von einem plötzlichen Ereignis zu einem längerdauernden Prozess, der 1840 begonnen habe. Sie engagierte sich deshalb für Projekte wie den Wiederaufbau der Hurva-Synagoge. Im Verlauf der 1840er Jahre verstärkte sich jedoch die Meinung, dass alles Bauen von Wohnungen und Infrastruktur die Erlösung nicht näherbrächte und man sich ganz auf das Torastudium konzentrieren sollte. Das war eine neue Interpretation des Bibelworts Ps 127,1. Die Peruschim konnten nun für auswärtige Beobachter, verglichen mit den Chassidim und Sefardim, als eine rückwärtsgewandte Gruppierung erscheinen. 
An Stelle planmäßigen Aufbaus trat bei den Peruschim, so Arie Morgenstern, die direkte Reaktion auf jeweils aktuelle Bedürfnisse. Ein äußeres Symptom dafür sei, dass die Unterstützungseinrichtungen (Kolelim) sich aufsplitteten nach der Herkunft der Talmudschüler: Warschauer Kolel 1848, Grodnoer Kolel 1851 usw. Jeder Kolel versuchte, möglichst viele Spendengelder aus der Heimat zusammenzubringen; übergeordnete Interessen der jüdischen Bevölkerung in Jerusalem wurden vernachlässigt.

## Zeitgenössische Beschreibungen der Peruschim

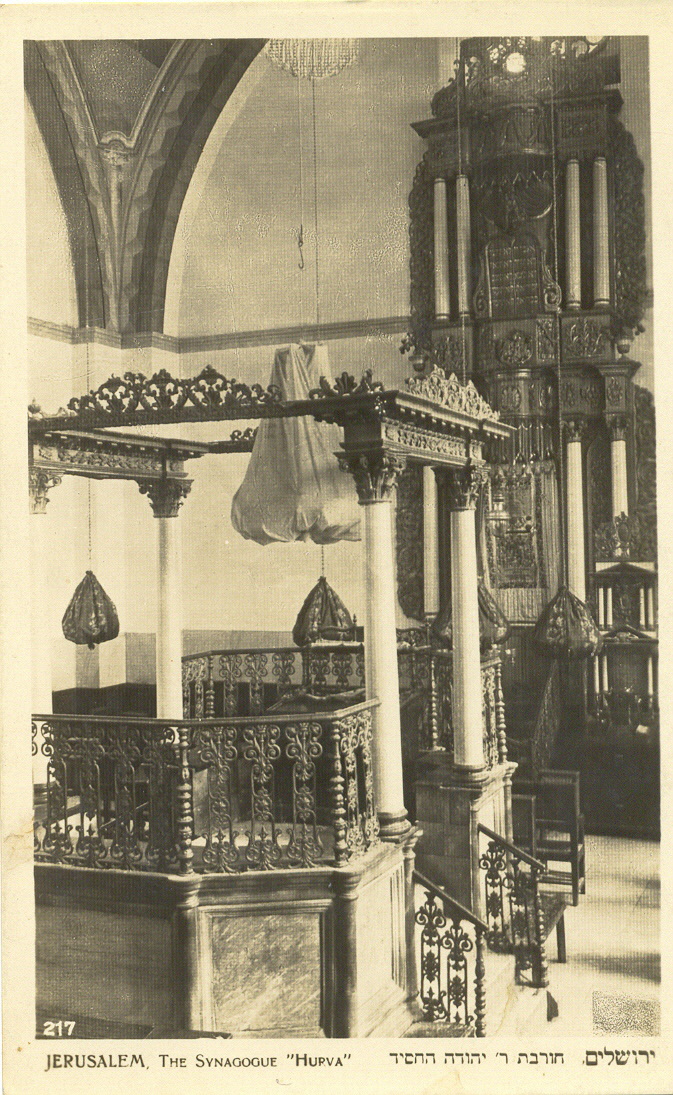
Innenraum der Hurva-Synagoge mit Bima und Toraschrein, um 1920

Ludwig August Frankl unternahm 1856 eine Reise nach Palästina. Er schrieb, dass Jerusalem bei einer Gesamtbevölkerung von 18.000 Personen 5.700 jüdische Einwohner habe, wovon die Sephardim mit etwa 4.000 Personen den größten Teil stellten. Die Zahl der Peruschim als Untergruppe der Aschkenasim beziffert er mit 850 Personen. Frankls negatives Urteil über diese Gemeinde ist vor dem Hintergrund der Krise von 1840 zu verstehen: „Fanatisch, bigot, intolerant, streitsüchtig und in Wahrheit nicht religiös, ist ihnen der Schein und die Beobachtung der Zeremonialgesetze Alles, die Moral wenig, die Sitte Nichts. Und so liefern sie … das bei Weitem größte Kontingent zu den von der Missionsgesellschaft zum Christenthume hinüber Bezahlten.“ Das Studium, dem sich die Peruschim intensiv widmeten, sah Frankl kritisch: sie studierten den Tanach gar nicht, bzw. sie kannten ihn nur indirekt durch das Talmudstudium, das aber eine „mechanische Gedächtnissache“ bleibe; es gebe nicht einen Talmudforscher unter ihnen.
Ein eigentliches geistliches Oberhaupt hätten die Peruschim nicht, doch leite Rabbi Schaje Bordaki die Gemeinde. Alle seien im Russischen Reich geboren und hätten, als sie vom russischen Staat zur Rückkehr dorthin aufgefordert wurden, dies abgelehnt. Seitdem seien sie von Russland „preisgegeben“ worden und hätten sich unter den Schutz des englischen, größtenteils aber des österreichischen Konsulats begeben.
Frankl nennt verschiedene den Peruschim nahestehende Gruppen: die Warschauer, eine aus Peruschim und Chassidim gemischte Gemeinde von etwa 150 Personen, und die Ansche Ho"D, etwa 60 aus Holland und Deutschland eingewanderte Juden, die sich an der Lebensweise der Peruschim orientierten und sich mit diesen verschwägerten. Lazarus Bergmann, Jehoseph Schwarz und Moses Sachs (1800–1870) gründeten den Kolel Holland wəDeutschland (כּוֹלֵל הוֹלַנְד וְדּוֹיְטְשְלַנְד; Akronym: Ho"D, gelegentlich auch als Hau"D transkribiert). Die Ansche Ho"D seien die einzige Gruppe, bei der die aus Europa eintreffenden Spendengelder so effektiv verteilt würden, dass alle ihr Auskommen hätten und es keine Armen gebe. Neu am Ho"D war, dass Aschkenasim das unter Sephardim lange etablierte System auch für sich entwickelten. Neu war auch, Sammlungen auf ein Herkunftsgebiet, hier die Niederlande und Deutschland, sowie die Aufteilung auf Empfänger mit Wurzeln in bzw. Herkunft aus dem gleichen Gebiet zu beschränken. Der Ho"D ließ im Jüdischen Viertel in Jerusalem eine Anlage von Armenwohnhäusern (Batthej Machasseh; auch Battei Maẖase) errichten, die 1857 fertiggestellt, aber noch bis 1890 weiter ausgebaut wurde.
Bernhard Neumann, der ehemalige Chefarzt des Meir Rothschild Hospitals in Jerusalem, schrieb 1877, dass die Peruschim in der Liturgie dem deutschen Ritus folgten und sich beim Talmudstudium an der von Jakob Pollak begründeten Methode (Pilpul) orientierten. Innerhalb dieser Gemeinschaft gebe es 3.000 aus Russland stammende Peruschim, 700 Warschauer, 500 Ungarn und 100 Deutsch-Holländer.

## Nachbarschaften der Peruschim in der Jerusalemer Neustadt
Als seit den 1860er Jahren jüdische Wohnviertel außerhalb der Altstadt aufgebaut wurden, beteiligten sich auch prominente Peruschim daran, wie Joseph Rivlin und Joel Moses Solomon. Doch waren dies, entsprechend der Neuorientierung nach 1840, Privatinitiativen, die von der Führung der Peruschim nicht unterstützt wurden.
| Bild     | Nachbarschaft                                              | Gründungsjahr | Beschreibung |
| -------- | ---------------------------------------------------------- | ------------- | --- |
|          | Kerem (Wilna-Häuser)                                       | 1885/86       | Wurde später ein Teil von Kerem Avraham. |
|          | Even Yehoschua (Halperin-Häuser)                           | 1891          | |
| Standort | Batei Ungarin, Ungarn-Häuser (Ohel Yitzhak, Nachalat Tzvi) | 1892          | Von ungarischen Einwohnern aufgebautes Wohngebiet. 1914 umfasste es über 100 Wohnungen, eine Synagoge, ein Haus für das Torastudium und eine große Mikwe. Gehört zum Typ der Kolel-Nachbarschaften, die von wohltätigen Spendern für mittellose Talmudstudenten eingerichtet wurden. |
|          | Dameseq Eliezer (Batei Grodno, Grodno-Häuser)              | 1892          | |
|          | Agudat Schlomo (Batei Milner, Milner-Häuser)               | 1892          | |
|          | Bet Avraham                                                | 1892          | |
|          | Batei Krohnheimer, Krohnheimer Häuser                      | 1893          | Teil von Knesset Yisrael. |
|          | Alte Knesset Yisrael                                       | 1893–1912     | |
|          | Jakobson-Häuser                                            | 1893/94       | Teil von Knesset Yisrael. |
|          | Wohlin Kolel A                                             | 1896          | |
|          | Nachalat Yaakov (Warschau-Häuser)                          | 1897          | |
|          | Minsk-Kolel                                                | 1902          | |
| Standort | Ohalei Yaʿaqov (Broide-Häuser)                             | 1902/03       | |
|          | Rumänischer Kolel                                          | 1907          | |
|          | Batei Siebenbürgen, Siebenbürgen-Häuser                    | 1908          | |
|          | Hornstein-Häuser (Wohlin Kolel B)                          | 1908–1910     | |

## Bikkur-Cholim-Hospital

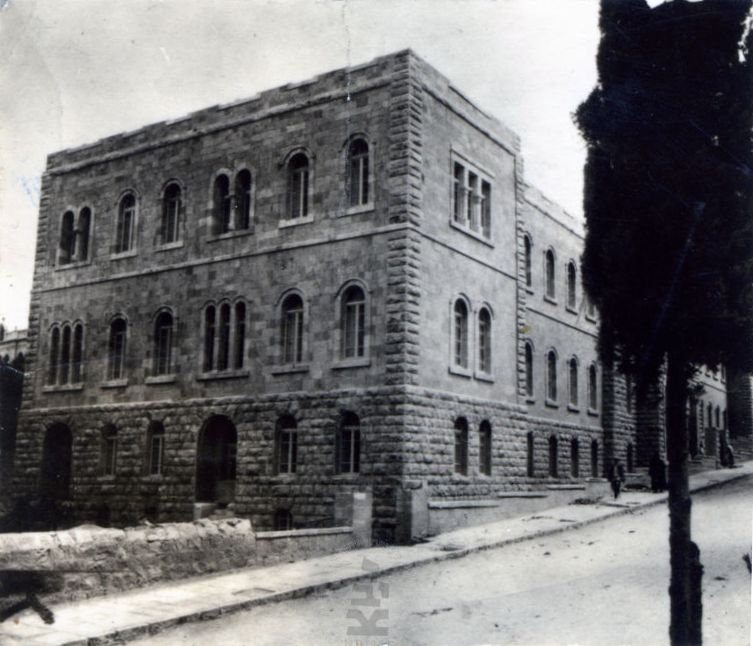
Krankenhausneubau am Rechov Straus 5, Foto aus der Mandatszeit

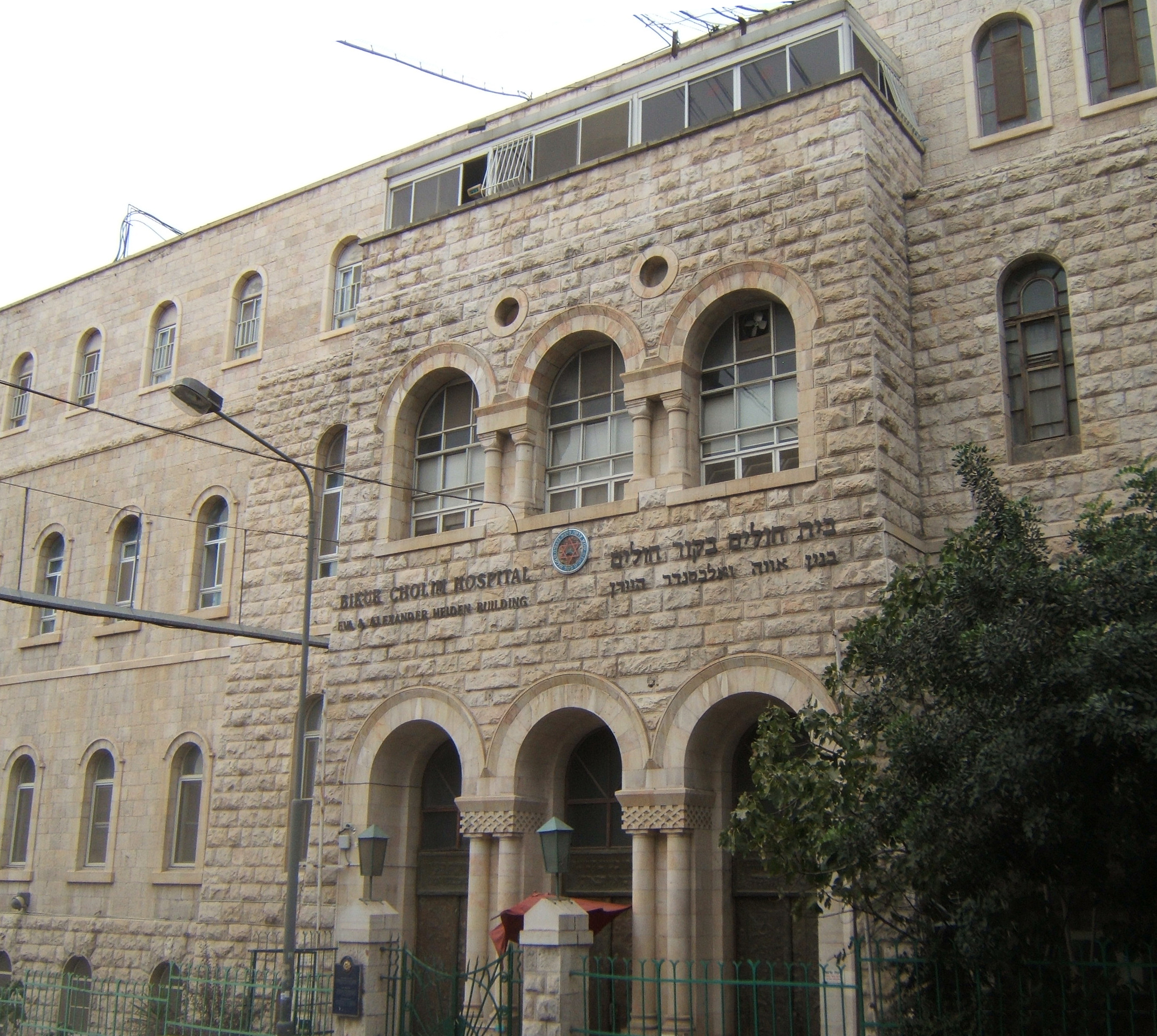
Bikkur-Cholim-Hospital im Jahr 2007

Das Krankenhaus Bikkur Cholim (hebräisch בֵּית הַחוֹלִים בִּקּוּר חוֹלִים Bejth ha-Chōlīm Biqqūr Chōlīm, deutsch ‚Krankenbesuch-Krankenhaus‘, benannt nach der gleichnamigen Mitzwah, Kranke zu besuchen) war eine 1837 von den Peruschim zum Zweck der Krankenpflege gegründete Organisation. Die Gemeinde reagierte damit auf die Arbeit englischer Missionare, die zugleich ausgebildete Mediziner waren. Zunächst pflegten die Mitglieder von Bikkur Cholim die Kranken zuhause.
Baron James Rothschild erwarb ein Grundstück beim Zionstor, das der sefardischen Gemeinde gehört hatte. Dort nahm 1854 das erste jüdische Krankenhaus Jerusalems (Meir Rothschild Hospital, später umbenannt in Misgav Ladach) seine Arbeit auf. Das von den Peruschim aufgebaute Bikkur-Cholim-Hospital im Jüdischen Viertel der Altstadt wurde 1858 eröffnet und war kleiner (12 Betten). Es erwies sich bald als zu klein angesichts der wachsenden jüdischem Bevölkerung in Jerusalem. 1864 wurde ein Hof mit zwei Gebäuden angekauft (Ashkenasi Perushim Hospital). Als 1866 die Cholera in Jerusalem ausbrach, arbeitete es wie alle medizinischen Einrichtungen der Stadt bis an die Kapazitätsgrenzen. Moses Montefiore beschrieb das Hospital in seinem Tagebuch, wie es sich 1875 darstellte: zwei Krankensäle für Männer und Frauen mit je acht Betten.
Der Bau eines neuen Bikkur-Cholim-Hospitals in der Neustadt, 1912 begonnen, stockte durch den Ersten Weltkrieg und wurde 1925 während der britischen Mandatszeit fertiggestellt. Das Hospital befand sich am Rechov Straus 5 gleich gegenüber vom 1894 bezogenen Neubau des Diakonissenkrankenhauses Jerusalem. Das Hospital in der Altstadt wurde weiter betrieben; 1947 wurden die Patienten mit Hilfe des britischen Militärs evakuiert und in das Bikkur-Cholim-Hospital in der Neustadt verlegt.
Das Bikkur-Cholim-Hospital wird bis in die Gegenwart als religiöses Krankenhaus geführt. Es liegt in Nachbarschaft zu den Stadtteilen Ge'ula und Me'a Scheʿarim, so dass die ultraorthodoxen Einwohner es am Sabbat zu Fuß erreichen können.

## Etz-Chayim-Jeschiwa

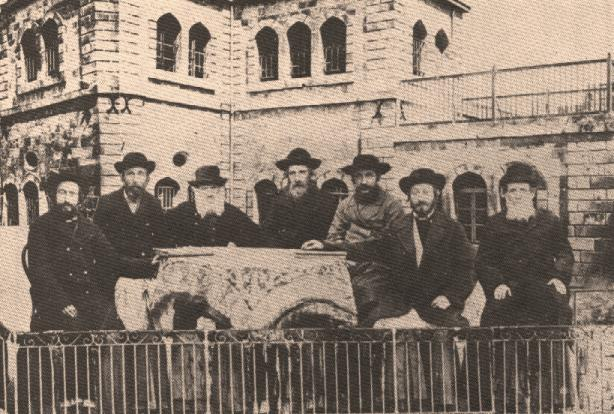
Lehrerkollegium von Etz Chayim, vor 1910

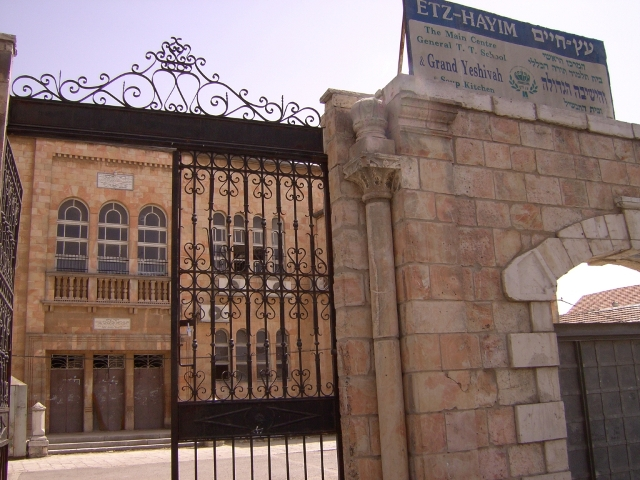
Etz-Chayim-Jeschiwa (2010)

Anfang der 1850er Jahre wurde Etz Chayim als Talmud-Tora-Schule für Waisen gegründet. Der Leiter der Einrichtung, die sich in der Nachbarschaft der Hurva-Synagoge befand, war Raw Samuel Salant (1816–1909), der spätere aschkenasische Oberrabbiner. Während der osmanischen Zeit war Etz Chayim die wichtigste Bildungseinrichtung des aschkenasischen Judentums in Jerusalem, besonders für die Kinder der Peruschim, da die Chassidim eine eigene Schule unterhielten.
Der Lehrplan war zunächst rein religiös. 1867 wurden zwei Stunden täglich für Schreiben und Rechnen vorgesehen, was Kritiker allerdings nicht zufrieden stellte. Mit dem Ersten Weltkrieg ging die Unterstützung durch Spendengelder verloren. 1917 war Etz Chayim in seiner Existenz bedroht und die Leitung musste weitgehenden Reformen des Lehrplans zustimmen, darunter die Einführung von Hebräisch als Unterrichtssprache in nicht-religiösen Fächern. Das Engagement von Jehiel Michel Tykocinski führte die Bildungseinrichtung in der Mandatszeit zu neuer Blüte. Sie zog 1929 in ein Quartier am Machane-Jehuda-Markt und unterhielt Außenstellen in anderen Jerusalemer Stadtteilen.
Etz Chayim hatte im Jahr 2005 rund 1000 Schüler, verteilt auf drei Standorte, darunter der historische Campus am Machane-Jehuda-Markt. Außerdem gibt es ein Kolel (Talmudakademie für verheiratete junge Männer), eine Mensa und eine Bibliothek.

## Peruschim heute

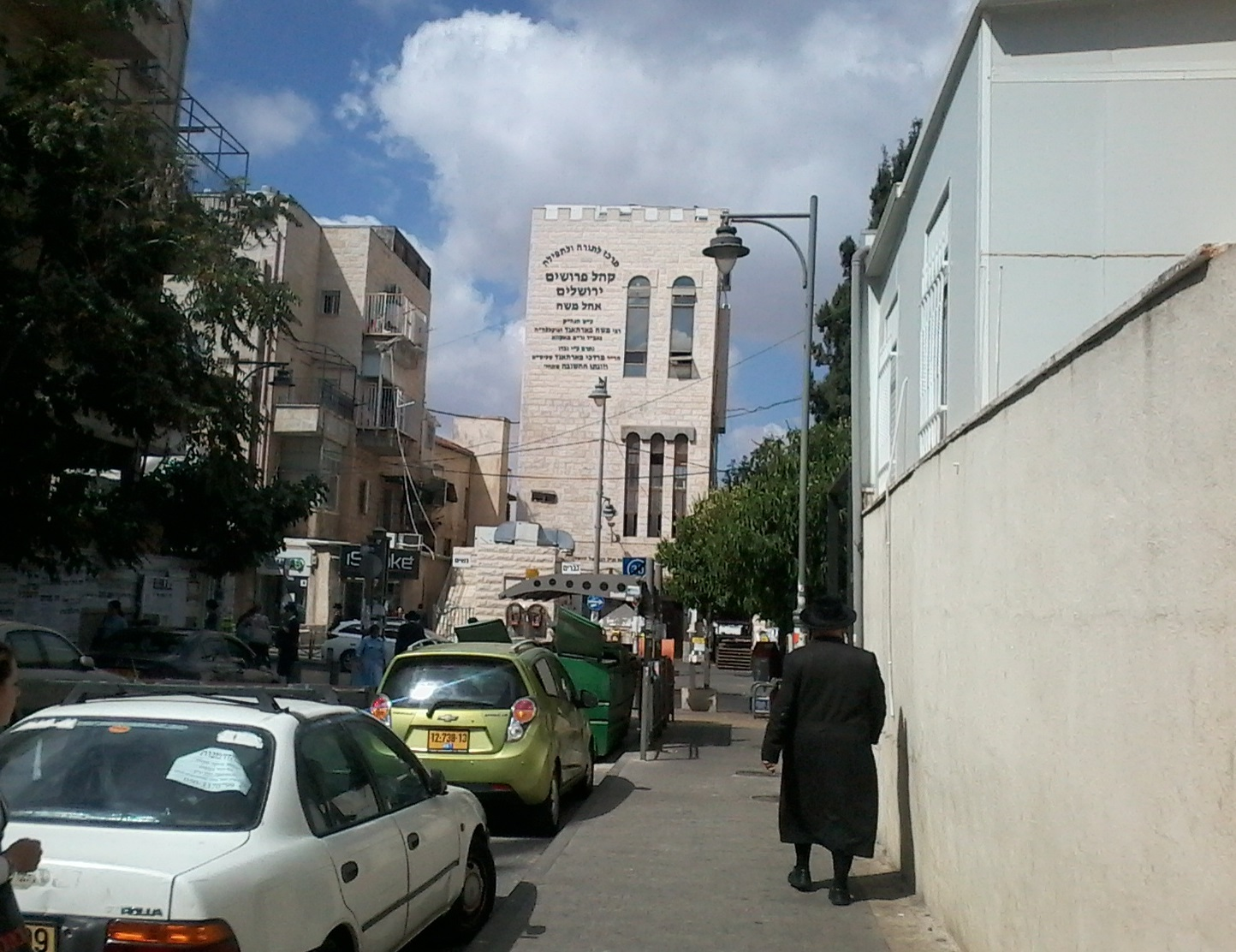
Zentrum von Kahal Perushim Yerushalayim (2018)

Die Jerusalemer Peruschim haben sich der antizionistischen Organisation Edah HaChareidis angeschlossen und bilden den nicht-chassidischen Teil derselben. Edah HaChareidis befasst sich unter anderem mit der Zertifizierung von koscheren Produkten, dem Unterhalt von Mikwen und einem rabbinischen Beratungsdienst für Fragen der Halacha. Auch Neturei Karta wird als Gründung von Peruschim betrachtet.
Die Peruschim sind erkennbar an ihrer Tracht: ein flacher Hut im Jerusalemer Stil und ein Mantel mit Gürtel. Am Sabbat tragen sie einen goldenen Kaftan, dazu meist schwarze Hosen. Um die besondere Tradition der Peruschim aufrechtzuerhalten, wurde in den 1990er Jahren die Gemeinde Kahal Perushim Yerushalaim gegründet. Die Jeschivot sind in dem Netzwerk Ichud Bnei Yeshivos Prushim zusammengeschlossen, das Edah HaChareidis untersteht. Außer in Jerusalem (Me’a Sche’arim), gibt es Niederlassungen von Peruschim in Bet Schemesch, Betar Illit und Kirjat Sefer.